# Варзеа (Сантарен)
Варзеа (порт. Várzea) — район (фрегезия) в Португалии, входит в округ Сантарен. Является составной частью муниципалитета Сантарен. Входит в экономико-статистический субрегион Лезирия-ду-Тежу, который входит в Рибатежу.
Население составляет 1685 человек на 2001 год. Занимает площадь 21,23 км².